# Суразовка
Суразовка — река в Красноярском крае России. Устье реки находится в 106 км по левому берегу реки Кемчуг. Длина реки составляет 100 км, площадь водосборного бассейна 538 км².

## Притоки
(км от устья)
- 6 км: протока без названия
- 20 км: Черемушка (лв)
- Сухая (пр)
- 77 км: Малый Сураз (пр)
- Средний Сураз (пр)

## Данные водного реестра
По данным государственного водного реестра России относится к Верхнеобскому бассейновому округу, водохозяйственный участок реки — Чулым от г. Ачинск до водомерного поста села Зырянское, речной подбассейн реки — Чулым. Речной бассейн реки — (Верхняя) Обь до впадения Иртыша.
Номер водного объекта — 13010400212115200017302.